# نيكولا حايك
نيكولا حايك (مولود في 19 فبراير/شباط 1928 ببيروت، متوفى في 28 يونيو/حزيران 2010 في بيال/سويسرا) مؤسس ورئيس مجلس إدارة مجموعة سواتش التي تصنع ساعة سواتش الشهيرة. ينحدر من عائلة أورثذكسية وكان أبوه طبيب أسنان، رحل إلى أمريكا ودرس الاليكترونيك في جامعة شيكاجو وبعدها استقر في سويسرا وعمل في مؤسسة لصناعة الساعات قبل أن يؤسس شركة صغيرة لصناعة الساعات وأدخل عليها لمسته الخاصة ويصبح واحدا من أشهر صانعي الساعات في العالم.

## روابط خارجية
- نيكولا حايك على موقع مونزينجر (الألمانية)